# Observatoire international des prisons
Pour les articles homonymes, voir OIP.
Ne pas confondre avec l'Observatoire international des prisons - section française fondé en 1995.
L'Observatoire international des prisons ou OIP, est une organisation non gouvernementale française fondée en 1990 et dissoute en 1999, agissant pour le respect des droits de l'homme en prison et militant pour un moindre recours à l'emprisonnement.
Elle bénéficiait du statut consultatif auprès de la commission des droits de l'homme des Nations unies. L'ensemble des archives de l'OIP est conservé aux Archives municipales de Lyon.

## Historique
- L'association est fondée le 16 octobre 1990 à Lyon, à l'initiative de Bernard Bolze[1].

- En 1993, paraît le premier rapport annuel.

- L'OIP obtient le statut consultatif auprès de la commission des droits de l'homme de l'ONU en 1995.

- Le 17 juin 1995 à la Maison des avocats à Lyon, les groupes locaux d'observation français se constitue en section française de l'OIP[2].

- Outre la section française, il subsiste en 2022, des sections nationales en Belgique, au Venezuela et en Argentine

- En 1999, l'OIP est dissout.

## Organisation de l'OIP
L'OIP s'organise progressivement en délégations régionales et sections nationales. Celles-ci structurent alors des comités locaux organisés autour de lieux d'enfermement.

### Direction

#### Présidence
- Octobre 1990 à mars 1993 : Pascale Boucaud
- Mars 1993 à août 1999 : Christine Daure-Serfaty

#### Secrétariat général
- Octobre 1990 à décembre 1997 : Bernard Bolze
- Janvier 1998 à septembre 1998 : Jean-François Basse

## Quelques publications issues de l'OIP
- Chères, très chères prisons, Economie et Humanisme, revue n° 329, juin 1994, 112 p., dossier publié en partenariat avec le Secours catholique et l'Association nationale des visiteurs de prison

- Daniel Welzer-Lang, Lilian Mathieu, Michaël Faure. Préface de Michelle Perrot, postface de Bernard Bolze, Sexualité et violences en prison, OIP et Aléas éditeur, 1996, 280 p., .

- Guide du prisonnier 1re édition. Editions de l'Atelier, Paris, 1996, 350 p. Illustrations de Luz, Tignous, Charb, Gébé, Bernar, Honoré.

- Prisons de femmes en Europe, Dagorno, 2001. Elke Albrecht et Véronique Guyard. Editorial et photographies de Jane Evely Atwood. 243 p.

- Enfants en prison. Rapport d'observation sur les conditions de détention des mineurs dans 51 pays. 1998, 470 p.

- Vigilances, lettres par-dessus les murs, Jean-Yves Loude et Louis Perego, illustrations Nadjib Boussada. Préface de Bernard Bolze. Aléas Editeur et OIP. 1993, 160 p.

- Tout ce qui brille, Aube Magazine n° 52, avril 1995 avec l'OIP.

- Déclaration universelle des droits de l'homme, Le cherche midi éditeurs, 1994, 60 p., édité par Amnesty International et cosigné par l'OIP et ACAT, AVRE, FIDH, France Libertés, France Terre d'Asile, Ligue des droits de l'homme, LICRA, Reporters sans frontières, Survival International.

- 70 affiches pour le droit à la dignité des prisonniers ordinaires. Le catalogue de l'exposition. 1993, 150 p., éditions Comp'Act. Textes de Christian Bobin, Bernard Bolze, Guillaume Cancade, Michel Castaing, Christine Daure-Serfaty, Jean-Pierre Garnier, Louis Perego.

- Le secret de la tour, Delphine Chauvin, Grandir, 1997 (ouvrage sur la prison à destination des enfants).

- Prisons de femmes en Europe, Dagorno, 2001, 245 p.